# Росноулах

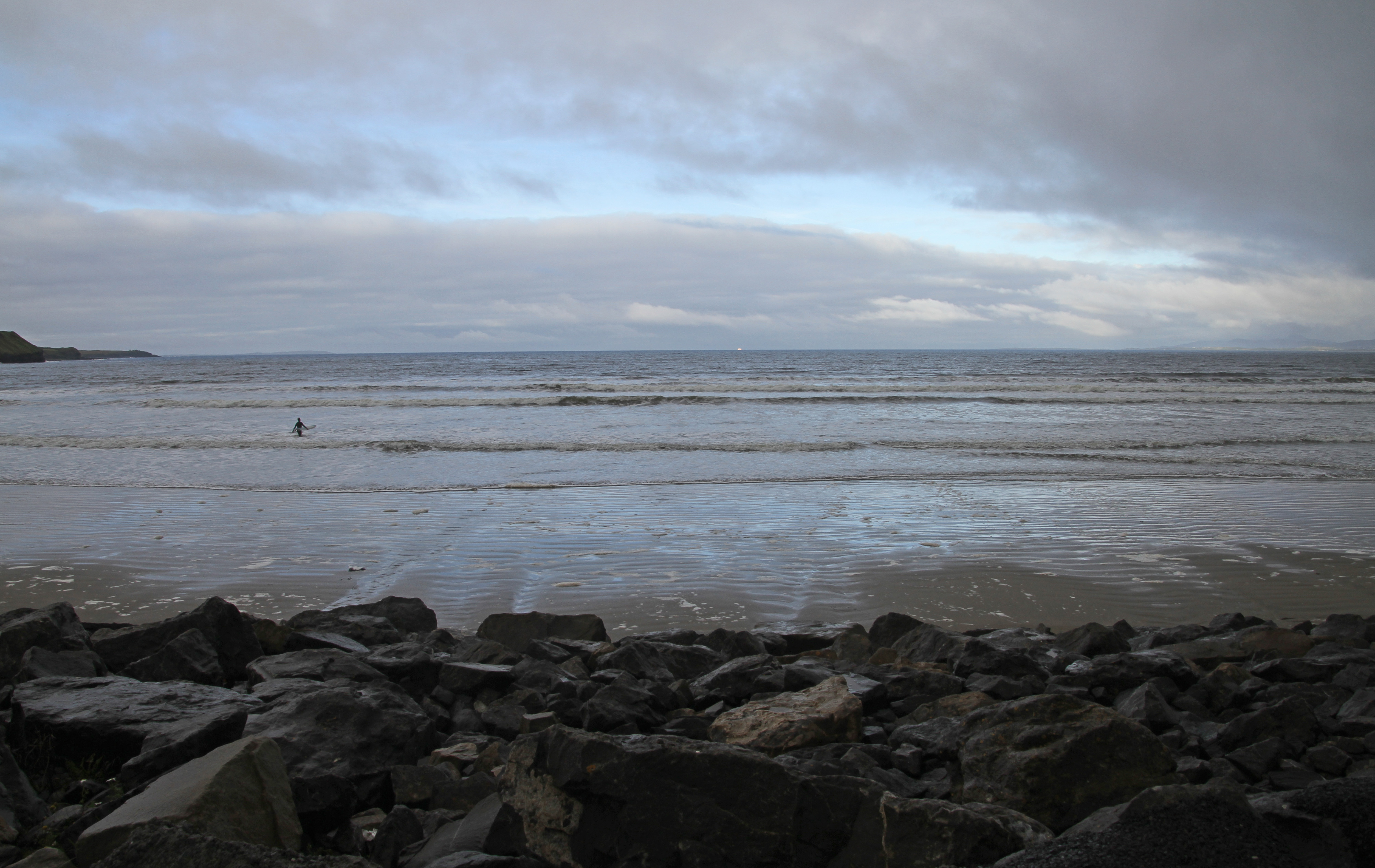

Росноулах (англ. Rossnowlagh [rɒsnə`lɑx]; ирл. Ros Neamhlach) — деревня в Ирландии, находится в графстве Донегол (провинция Ольстер). Население — 60 человек (оценочно). Известен как серфинговый центр.